# People
People (oprindeligt People Weekly) er et amerikansk ugeblad, der har været udgivet af Time Inc. siden 1974.
Bladet bringer nyheder om særligt kendisser i USA. Med 43,6 millioner voksne læsere (2009) er bladet det mest læste i landet.
I perioden 1998-2006 udgav forlaget også Teen People, der havde samme koncept som People, blot med den forskel at dette blad havde teenagere som målgruppe.
De mest populære artikler i People er de årlige opgørelser over f.eks. verdens smukkeste eller de mest sexede mænd.